# Даукенова, Гульнар Жумаевна
Гульнар Жумаевна Даукенова (каз. Гүлнәр Жұмайқызы Дәукенова; 16 сентября 1961, Маканчи, Абайская область — 13 мая 2020) — советская и казахская певица, композитор, кюйши, автор и исполнительница своих песен. Заслуженная артистка Республики Казахстан (1998), член Союза композиторов Казахстана.

## Биография
Родилась 16 сентября 1961 года в селе Маканчи Урджарского района Восточно-Казахстанской области.
Окончила музыкальную школу Урджарского района Восточно-Казахстанской области и Алматинское музыкальное училище им. Чайковского по класс домбры у заслуженного деятеля искусств Казахстана, профессора Айткали Жайымова.
Окончила факультет инструментального исполнения Алма-Атинской государственной консерватории, класс композитора, заслуженного деятеля Казахстана, профессора Малгаждара Аубакирова.
Домбристка Казахского государственного академического оркестра народных инструментов имени Курмангазы (25 лет).
Умерла 13 мая 2020 года.

### Семья
- Муж: Донедил Кажымов (род. 1952) — казахстанский композитор, певец, заслуженный деятель Республики Казахстан, кавалер ордена «Курмет».
- Сын: Алмабек.

## Творчество

### Избранные песни
- каз. «Сағындым сағым жылдар» (слова Шомишбай Сариев) исполняет Мадина Ералиева
- каз. «Шыңдағы Шынарым - ай» (слова Абдрахман Асылбеков)
- каз. «Әппақ қарлар» (слова Абдрахман Асылбеков)
- каз. «Арманай» (слова Абдрахман Асылбеков) исполняет Гулзат Даурбаева
- каз. «Күрең күз» (слова Мукагали Макатаев) исполняет Мадина Ералиева
- каз. «Қайран уақыт» (слова Шомишбай Сариев) исполняет Макпал Жунусова
- каз. «Өмірлік әнім болшы» (слова Шомишбай Сариев) исполняет Шахизада
- каз. «Анаға сәлем» (слова Шомишбай Сариев) исполняют Донедил Кажымов и Гульнар Даукенова.

## Награды
- Указом Президента Республики Казахстан от 1998 года награждена почётным званием «Заслуженная артистка Республики Казахстан» — за заслуги в области искусства.
- Орден Курмет (2013) — за большой вклад в развитие отечественной культуры и искусства, многолетнюю плодотворную деятельность[6].
- Нагрудный знак «Почётный работник образования Республики Казахстан»
- Звания «Почётный гражданин Урджарского района Восточно-Казахстанской области»
- Премия и золотая медаль Казахстанского авторского общества (2014)[7] и др.